# 蒂莫西·佩斯
蒂莫西·L·佩斯（英語：Timothy L. Pesci；1944年6月26日—2016年9月28日），是美國的民主黨政治人物，前賓夕法尼亞州眾議院議員。

## 生平
佩斯在賓夕法尼亞州弗里波特出生，1962年於弗里波特區高中畢業，及後於1972年在巴特勒縣社區學院取得商業管理副學士。讀書期間，佩斯一度於1963年至1966年在美國空軍服役和參與越战。
畢業後，他在1974年至1975年成為弗里波特自治市議會成員，又在1976年至1989年擔任阿姆斯特朗縣審計長，到1989年5月16日一次特別選舉中當選為賓夕法尼亞州眾議院議員，接替因病逝世的亨利·利文古德。
2000年的州眾議院選舉中，雖然佩斯的選區有70%民主黨人，但他被年僅25歲，屬共和黨的傑夫·科爾曼擊敗。州眾議院民主黨領袖比爾·德威斯表示說佩斯對科爾曼進行了一次「屈就」的比賽，並稱呼其對手為「傑菲」（Jeffy），又指科爾曼的支持者如恐怖片《玉米田的孩子》的「孩子」一樣。
連任失敗後，佩斯簽約為為民主黨核心團隊的顧問，為期6個月及價值30,000美元，後當他要求延長合約遭拒絕時，他向提前終止合同的德威斯爆發「一連串四字詞」（volley of four-letter oaths）；而州眾議院共和黨領袖約翰·佩澤爾則作出一個驚人的舉動——即時聘用佩斯，合同為期三週，令他剛剛達到年資獲得更多國家養老金。
2016年9月28日，佩斯於弗里波特的家中逝世。

## 外部連結
- .   [2017-03-04]. （原始内容存档于2000-03-07）. 賓夕法尼亞州眾議院官方檔案（存檔）

| 宾夕法尼亚州众议院     | 宾夕法尼亚州众议院                                     | 宾夕法尼亚州众议院   |
| ---------------------- | ------------------------------------------------------ | -------------------- |
| 前任者： 亨利·利文古德 | 賓夕法尼亞州眾議院第六十選區 眾議院議員 1989年－2000年 | 繼任者： 傑夫·科爾曼 |